# Камара-ди-Лобуш
Камара-ди-Лобуш (порт. Câmara de Lobos) — город на южном побережье острова Мадейры, в автономном регионе Мадейры (Португалия), с населением 16 842 человек (2001). Является административным центром одноименного района (муниципалитета) с площадью 51,82 км² и населением 34 614 человек (2001), который на юге омывается Атлантическим океаном, на западе граничит с муниципалитетом Рибейра-Брава, на севере — с муниципалитетом Сан-Висенте, на северо-востоке — Сантаны и на востоке — Фуншала. Расстояние до столицы острова города Фуншала составляет 9 км.
В прошлом (до вступления Мадейрой устава автономии в 1976 году) город входил в состав административного округа Фуншал.
Город Камара-ди-Лобуш является одним из важнейших туристических центров острова Мадейры, и не только благодаря своим зрелищным панорамным видом, но и потому, что город имеет вкусную кухню и хорошие традиции. Является также центром ночных развлечений острова.
Покровителем города считается Святой Себастьян (порт. São Sebastião).
Праздник города — 16 октября.

## История
Название города в переводе на русский язык означает «волчье логово», за наличия в прибрежных водах так называемого «морского волка» или тюленя-монаха. Этот вид млекопитающих запечатлён на гербе и флаге города.
Местность начали заселять практически вскоре после открытия острова португальцем Жуаном Гонсалвишем Зарку в 1419 году. В начале местное население занималось рыболовством и сельским хозяйством, в частности, выращиванием винограда.
Статус города — с 3 августа 1996 года.

## Демография
| Численность населения муниципалитета по годам | Численность населения муниципалитета по годам | Численность населения муниципалитета по годам | Численность населения муниципалитета по годам | Численность населения муниципалитета по годам | Численность населения муниципалитета по годам | Численность населения муниципалитета по годам | Численность населения муниципалитета по годам |
| --------------------------------------------- | --------------------------------------------- | --------------------------------------------- | --------------------------------------------- | --------------------------------------------- | --------------------------------------------- | --------------------------------------------- | --------------------------------------------- |
| 1849                                          | 1900                                          | 1930                                          | 1960                                          | 1981                                          | 1991                                          | 2001                                          | 2004                                          |
| 12 391                                        | 17 468                                        | 21 806                                        | 29 759                                        | 31 035                                        | 31 476                                        | 34 614                                        | 35 150                                        |

## Состав муниципалитета
В муниципалитет входят следующие районы:
1. Куррал-даш-Фрейраш (порт. Curral das Freiras)
2. Камара-де-Лобуш (порт. Câmara de Lobos)
3. Эштрейту-де-Камара-де-Лобуш (порт. Estreito de Câmara de Lobos)

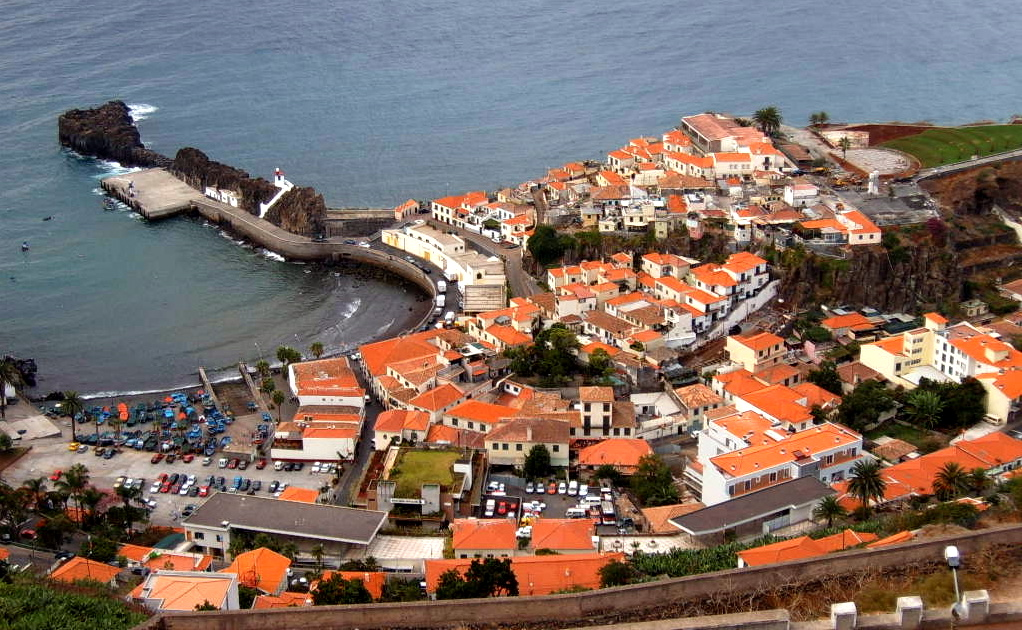

4. Жардин-да-Серра (порт. Jardim da Serra)
5. Кинта-Гранде (порт. Quinta Grande)

## Экономика
Экономика муниципалитета представлена промышленностью, рыболовством, сельским хозяйством и туризмом.
Основным видом транспорта являются автобусы и такси.

## Туризм
Среди туристов большой популярностью пользуется дом-ресторан, в котором неоднократно находился Уинстон Черчилль, совершивший свой первый визит на остров Мадейра в 1950 году.
Мыс Жирао с его смотровой площадкой (порт. Miradouro do Cabo Girão) уникален тем, что его высота находится на отметке 580 метров над уровнем моря. Он является самым высоким обрывистым мысом Европы и вторым в мире. С его смотровой площадки можно видеть не только город Камара-ди-Лобуш, но и залив столицы автономии города Фуншала.